# جليانة

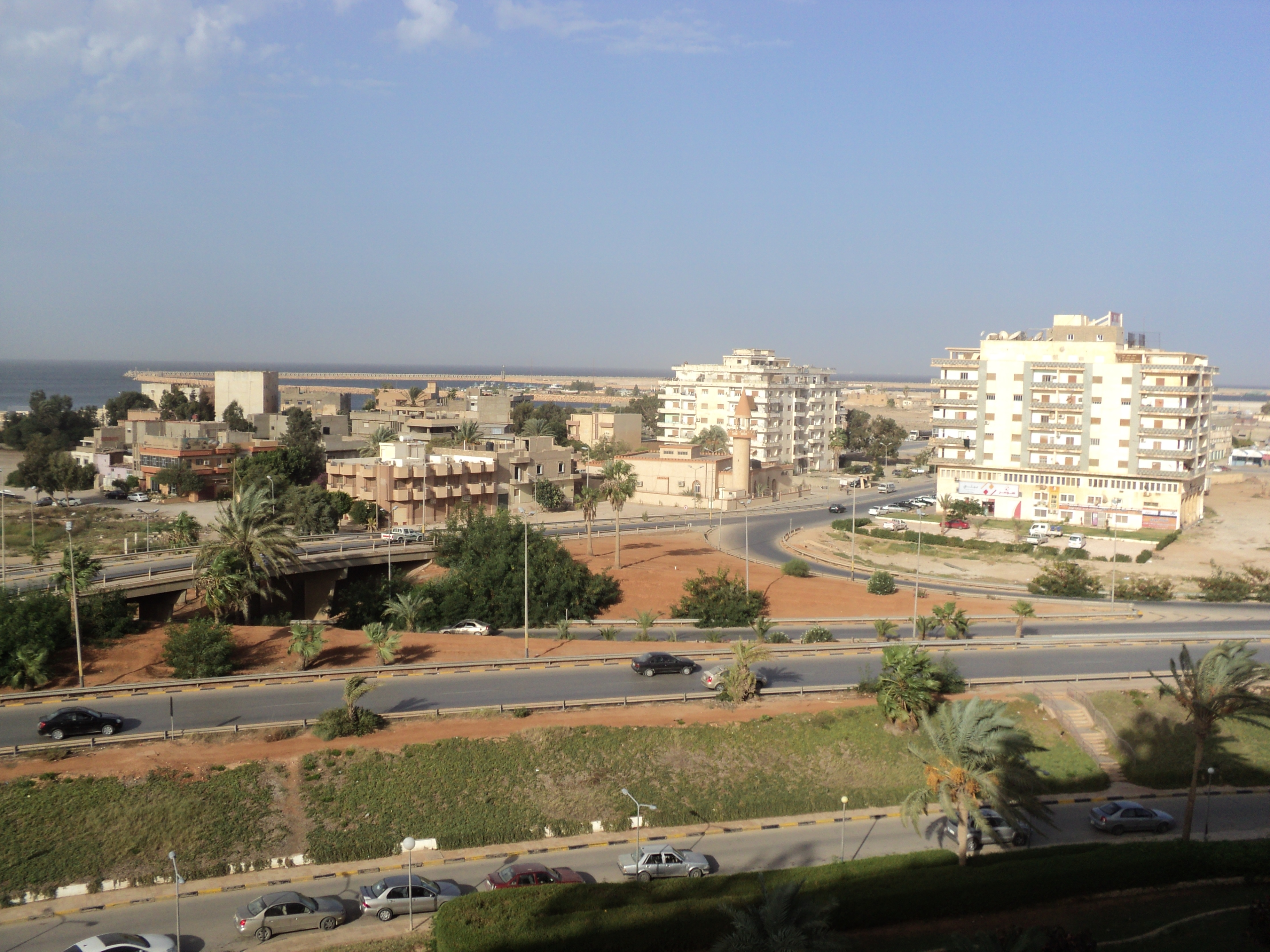
منظر لحي جليانة

جُلْيَانَة شبه جزيرة تقع وسط مدينة بنغازي ثاني أكبر مدن ليبيا. هي مركز المدينة السياحي ويوجد بها ميناء المدينة حيث بها البوابة الغربية للميناء. ويحدها من الشمال البحر المتوسط ومن الغرب منطقة طابلينو ومن الجنوب شارع الجزائر وسبخة المنقار ومنطقة الكيش وبحيرة 23 يوليو (بحيرة بنغازي) ومن الشرق بحيرة جليانة والحي الإيطالي. ورقم سيارات المنطقة هو 1 في المدينة. المنطقة ذات كثافة سكانية منخفضة نسبيا، ويوجد بالحي مسجدين ومدرسة هي مدرسة شهداء الجزيرة. إضافة للميناء يوجد به مقر سوق الأوراق المالية الليبي وفندق أوزو وفنادق مثل الفضيل، وجليانا. به أيضاً مصائف عريقة في المدينة مثل مصيف الملاحة، مصيف غرناطة، مصيف جليانة، مصيف الكشافة. كذلك يوجد به سوق الأسماك (البنكينا).

## تاريخ

نصب يخلد معركة جليانة

يرجع سبب تسمية منطقة جليانة إلى ابنة أحد قناصل بريطانيا في بنغازي وكان اسمها «جوليانا»، والتي غرقت عند الساحل ودفنت في شبة جزيرة عرفت باسمها «راس جليانة».
وسميت بهذا الاسم خلال العهد التركي الثاني في مدينة بنغازي
تعتبر معركة جليانة أول وأهم معركة وقعت في مدينة بنغازي ضد الغزاة الطليان وتلقى فيها المحتلون خسائر بشرية ومعنوية فادحة. بعد انتهاء المعركة جلب الإيطاليون حجارة من منطقة الوحيشي، وأقاموا نصب لامرأة يعلوه درع من النحاس تخليدا لضحاياهم. بعد استقلال ليبيا أزيل النصب وأقيم نصب مكانه يخلد الشهداء الليبيين.
في العام 1914 حل وباء «الكوليرا» بمدينة بنغازي وعرف محليا «بالكبة»، وأقام الإيطاليون مستشفى بمنطقة جليانة للحجر الصحي quarantining عرف باسم «الكرنتينة».
ويوجد بمنطقة جليانة سوق الأسماك أو «البنكينة» وسابقاً كان ملهى الريفييرا القديم بجوار سوق الأسماك.

## انظر أيضا

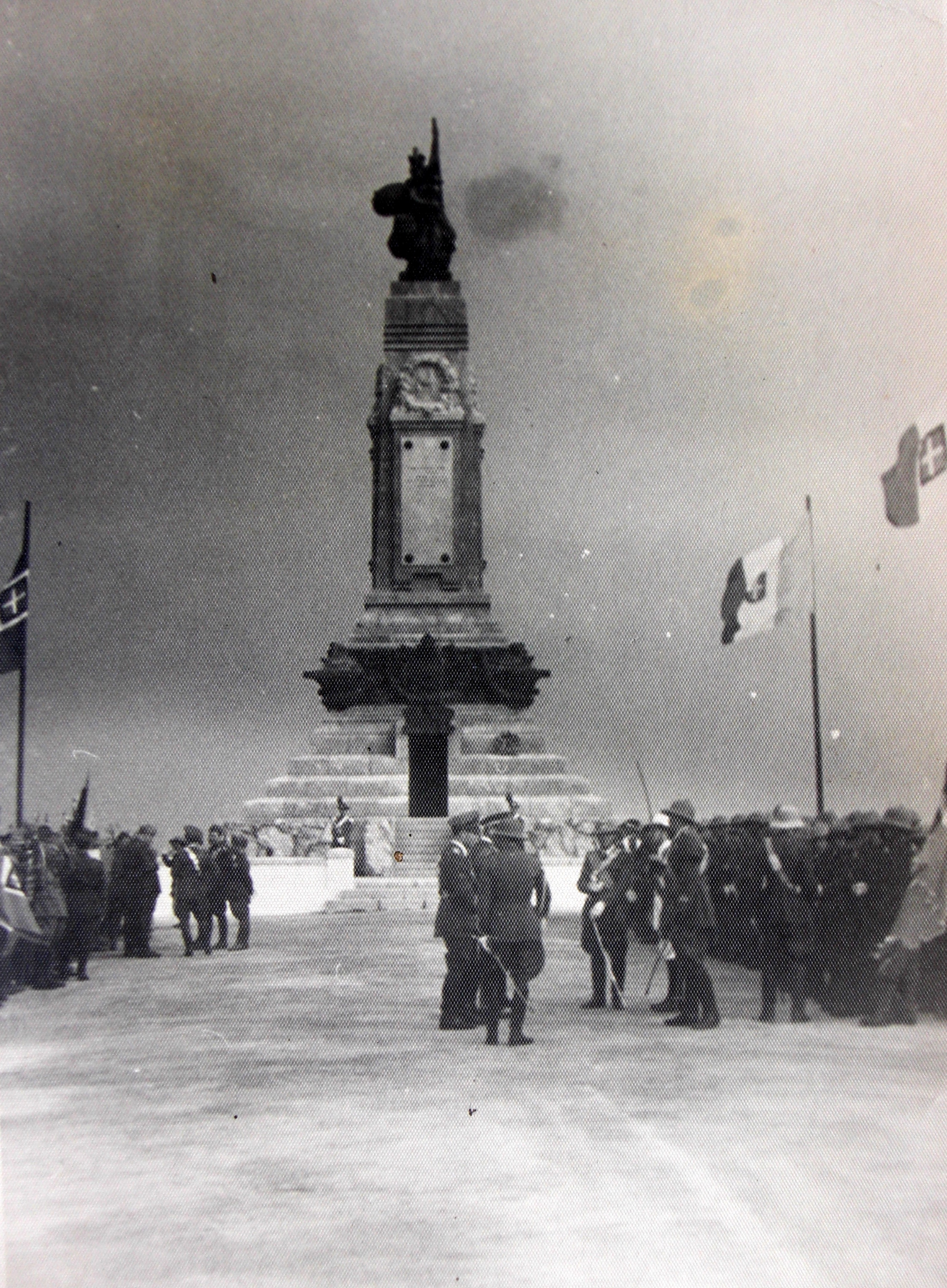
زيارة ملك إيطاليا لنصب إيطالي 1938
جسر جليانة وقت كان تحت الصيانة
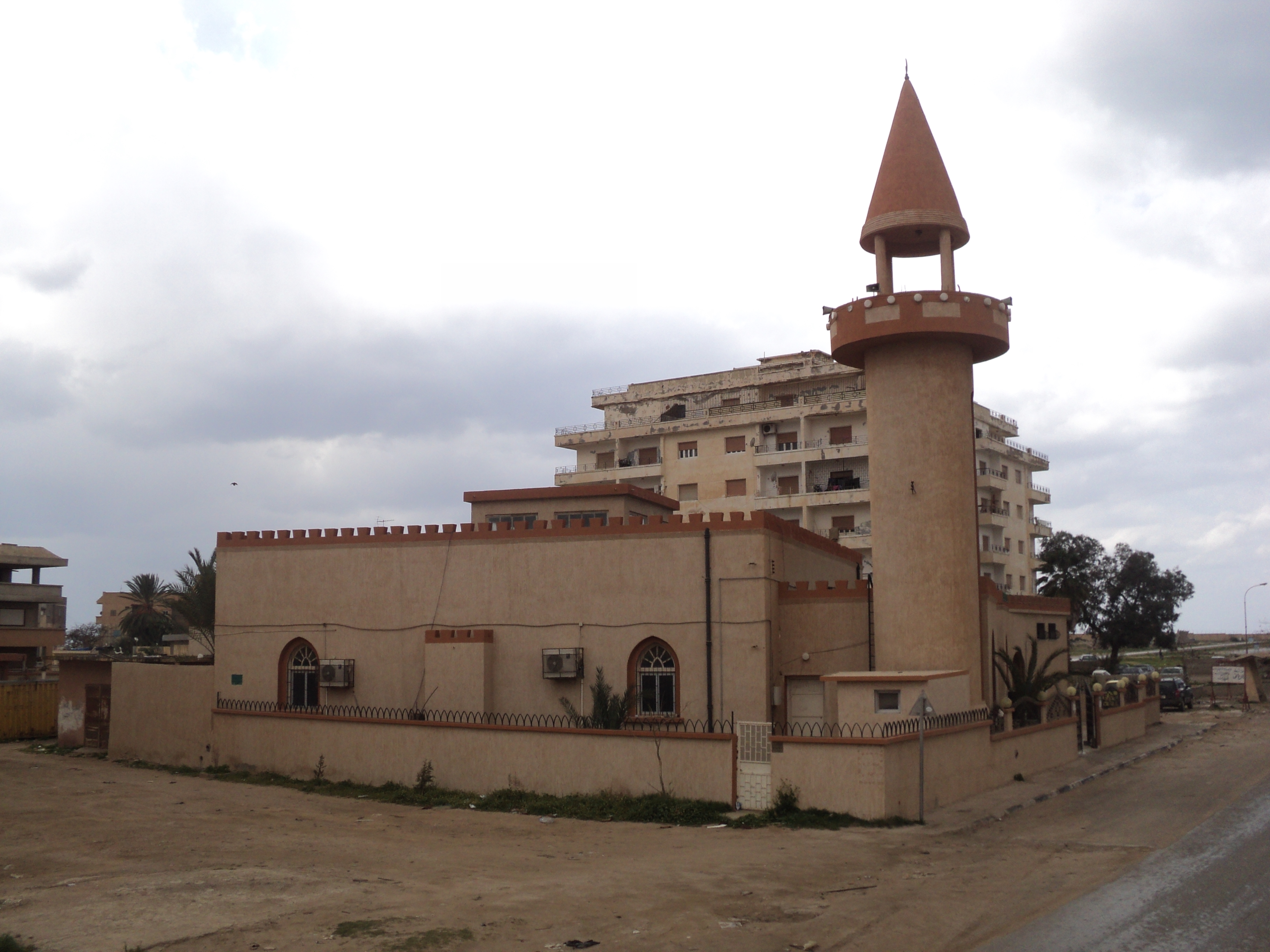
مسجد النصر أقدم مساجد الحي
كورنيش بنغازي (الكبترانية) وتبدوا منطقة جليانة عام 1936